# Representación de álgebras de Lie
En matemáticas, si φ: G→H es un homomorfismo de grupos de Lie, y g y h son las álgebras de Lie de G y H respectivamente, entonces la función inducida φ* en los espacios tangente son un ' homomorfismo de álgebras de Lie es decir satisfacen
{\displaystyle \phi _{*}[x,y]=[\phi _{*}x,\phi _{*}y]}
para todo x e y en g. En particular, una representación de grupos de Lie φ: G→GL(V) determina un homomorfismo de álgebras de Lie de g al álgebra de Lie de GL(V), que es precisamente el anillo de endomorfismos End(V) = Hom(V, V). Tal homomorfismo se llama una representación del álgebra de Lie g. 
Equivalentemente, tal representación puede ser descrita como una función bilineal (x, v)→x.v de g×V a V satisfaciendo la identidad de Jacobi
{\displaystyle [x_{1},x_{2}].v=x_{1}.(x_{2}.v)-x_{2}.(x_{1}.v)}
equivalentemente, es una representación del álgebra universal encapsulante.